# Isorropus trajecta
Isorropus trajecta là một loài bướm đêm thuộc phân họ Arctiinae, họ Erebidae.